# غريغ ريد (سياسي)
غريغ ريد (بالإنجليزية: Greg Reed)‏ هو سياسي أمريكي، ولد في 5 يونيو 1965 في جاسبر في الولايات المتحدة. نشط حزبياً في الحزب الجمهوري. وقد انتخب عضو مجلس ولاية ألاباما.